# Куспан, Айгуль Сайфоллакызы
Айгуль Сайфоллакызы Куспан (каз. Айгүл Сайфоллақызы Құспан; род. 24 июля 1961; Казахская ССР) — казахстанский государственный деятель, дипломат. Депутат Мажилиса Парламента Республики Казахстан VII—VIII созывов (с 2021 года).

## Образование
1983 — Алма-Атинский педагогический институт иностранных языков.
1989 — Московский педагогический институт иностранных языков им. М. Тореза.
1995 — Университет Ренн I, Франция.
1996 — Национальная школа администрации (Франция).
Владеет французским, английским, немецким языками.

## Трудовая деятельность
С 1983 по 1984 и 1989 по 1992 годы — Преподаватель Алматинского педагогического института иностранных языков.
С 1996 по 1999 годы — Атташе, третий секретарь Посольства Казахстана во Франции.
С 1999 по 2002 годы — Второй секретарь, первый секретарь, начальник отдела Департамента двустороннего сотрудничества МИД Казахстана.
С 2002 по 2004 годы — Советник Посольства Казахстана в Австрии.
С 2004 по 2006 годы — Начальник отдела Департамента Европы и Америки МИД Казахстана.
С 2006 по 2011 годы — Советник, советник-посланник Посольства Казахстана в Литве.
С 2011 по 2013 годы — Заместитель директора Департамента Европы МИД Казахстана.
С 2014 по 2018 годы — Директор Департамента Европы МИД Казахстана.
С 2018 по 2021 годы — Чрезвычайный и Полномочный Посол Республики Казахстан в Королевстве Бельгия.
С 2018 по 2021 годы — Чрезвычайный и Полномочный Посол Республики Казахстан в Великом Герцогстве Люксембург, Глава Представительства Республики Казахстан при Европейском Союзе и в Организации Североатлантического договора (НАТО) по совместительству.

## Парламентская карьера
С 12 января 2021 года — Депутат Мажилиса Парламента Республики Казахстан VІІ-VIII созывов (Председатель Комитета по международным делам, обороне и безопасности) .
- Председатель Постоянного комитета по вопросам мира и международной безопасности Межпарламентского союза
- Председатель Постоянной комиссии по политическим вопросам и международному сотрудничеству Межпарламентской Ассамблеи государств-участников Содружества Независимых Государств (МПА СНГ)
- Сопредседатель Комитета Парламентского Сотрудничества "Республика Казахстан - Европейский Союз" (КПС "РК-ЕС")

## Награды
- 2013 — Почётная грамота Республики Казахстан;
- 2019 (13 декабря) — Орден Курмет (Казахстан)[8];
- 2019 (29 мая) — Кавалерша ордена «За заслуги» (Франция) — за развитие двустороннего сотрудничества между Казахстаном и Францией.;[9][10]
- 2021 — Офицер ордена Дубовой короны (Люксембург);[11];
- 2025 (7 марта) — Орден «Парасат» (Казахстан)[12][13].